# Proton 3
Proton 3 foi uma missão do programa espacial da URSS chamado Proton. A missão foi lançada em 6 de julho de 1966 e a nave reentrou em 16 de setembro de 1966. A missão, assim como sua predecessora Proton 2, consistiu em medições da intensidade dos raios-cósmicos de alta-energia.